# Krótka rozprawa między trzema osobami, Panem, Wójtem a Plebanem
Krótka rozprawa między trzema osobami, Panem, Wójtem, a Plebanem, którzy i swe i innych ludzi przygody wyczytają, a takież i zbytki i pożytki dzisiejszego świata – dialog napisany przez Mikołaja Reja, wydany w Krakowie w roku 1543 pod pseudonimem Ambroży Korczbok Rożek.
Jest to utwór o współczesnej autorowi tematyce, zarówno politycznej, społecznej, jak i obyczajowej, przez co ma charakter publicystyczny. Jego treść wiąże się z początkowym, pełnym jeszcze nadziei, etapem walki szlachty o egzekucję praw i odzyskanie dóbr koronnych. Ujawnia konflikt między trzema stanami: szlachtą (przedstawicielem jest Pan), duchowieństwem (przedstawicielem jest Pleban) i chłopstwem (przedstawicielem jest Wójt). Całość poprzedza wiersz "Ku dobrym towarzyszom". W Krótkiej rozprawie... po raz pierwszy na karty polskiej literatury wprowadzono mowę potoczną.
Dialog jest jednym z najczęstszych gatunków wypowiedzi w pismach Reja. Krótka rozprawa... jest poetyckim dialogiem, otwierającym okres dojrzałej twórczości Reja. Zawiera liczne aluzje do ówczesnych realiów życia, porusza najbardziej aktualne tematy polityczne, religijne i obyczajowe: pogoń za urzędami świeckimi, przekupne sądownictwo, brak stałego systemu obronnego, ciężary chłopskie (czynsze i dziesięciny), "zbytki" szlachty (w piciu, strojach, hazardzie), nadużycia duchowieństwa. Obecna jest tu wstrząsana ruchem egzekucyjnym i reformacyjnym Polska renesansowa.
Krótka rozprawa... napisana jest językiem jędrnym, plastycznym i świetnie odtwarzającym ówczesną mowę potoczną, jej koloryt i odcienie stylistyczne. Autor wprowadza zróżnicowanie stylu wypowiedzi ze względu na temat, który jest poruszany przez rozmówców (np. elementy języka prawniczego, kościelnego, żołnierskiego, łowieckiego), oraz naśladuje żywioł mowy potocznej, sięgając po liczne przysłowia.
Polska w alegorycznej postaci Rzeczypospolitej sama opowiada, narzekając na udręki i kłopoty polskiego życia. Osoby dialogu (Pan, Wójt, Pleban) zostali obdarzeni indywidualnymi charakterystykami, zwłaszcza śmiały i krewki Wójt. Pozornie ostro się spierają, naprawdę jednak spokojnie i z namaszczeniem formułują swe myśli (które podsumuje w końcowej scenie postać Rzeczypospolitej).
Krótka rozprawa... jest wzorowana na niemieckich dialogach protestanckich, ale nie jest polemicznym traktatem teologicznym, raczej wyraża szlachecki antyklerykalizm. Atakuje duchowieństwo (próżne, tępe, wyrachowane), ale nie podważa dogmatów teologicznych.
Rej stara się o poprawę sytuacji w każdej dziedzinie życia – politycznej, obyczajowej, religijnej – ale w istniejących strukturach.
Krótka rozprawa... uznawana jest za wybitny utwór literacki: doskonała polszczyzna, celna ironia, werwa satyryczna i nieodparty komizm sytuacyjny (jak np. w scence obyczajowej odpustu, gdy w kościele kury wrzeszczą, świnie kwiczą, na ołtarzu jajca liczą). Często takie scenki jak polowanie i jarmark – zamieniają się w szczegółowe opowiastki o żywej i barwnej fabule. Jest więc także cennym obrazem obyczajów. Jest to pierwszy utwór w literaturze polskiej poświęcony w całości problematyce społecznej i potwierdzający zaangażowanie artysty w sprawy życia politycznego i ekonomicznego.